# Doris Duranti
Doris Duranti, nata Dora Durante (Livorno, 25 aprile 1917 – Santo Domingo, 10 marzo 1995), è stata un'attrice italiana, una delle dive di spicco del cinema italiano durante il ventennio fascista. Fu anche celebre per la sua rivalità con Clara Calamai.

## Biografia

### La vita e la carriera

#### Debutto e il successo
Iniziò la sua carriera giovanissima, già dal suo primo arrivo a Roma presso suo cugino Lorenzo, con alcune apparizioni minori e lavorando come comparsa in L'urlo (1934) di Corrado D'Errico, in Vivere! (1937) di Guido Brignone e in La gondola delle chimere (1936) di Augusto Genina; sempre con Genina, lavorò nel film Lo squadrone bianco (1936), girato in Libia. Molto importante per la sua carriera fu l'agente cinematografico Eugenio Fontana, che ne curò per molti anni i rapporti con produttori e registi.

Doris Duranti in una foto di scena di Carmela di Flavio Calzavara (1942)

A vent'anni, in Sentinelle di bronzo (1937), la Duranti conseguì il suo primo grande successo da protagonista, interpretando una donna di colore; da quel momento diventò una stella del cinema e si fece notare, tra l'altro, per l'eleganza con cui si muoveva sulla scena e per i suoi lineamenti aggressivi. Tra le sue più riuscite interpretazioni vanno inoltre ricordate Cavalleria rusticana (1939) e Carmela (1942). In quest'ultimo film Doris Duranti si mostrò a seno nudo, fatto che diede inizio a una celebre controversia rivolta all'altra diva del cinema italiano di quegli anni, Clara Calamai, apparsa in una scena analoga nel film La cena delle beffe (1942). La Duranti teneva a dire che «il mio fu il primo seno nudo ripreso all'impiedi, apparve eretto com'era di natura, orgoglioso, senza trucchi, invece la Calamai si fece riprendere sdraiata, che non è una differenza da poco». 
Tuttavia, contrariamente a quanto sostenuto dalla Calamai, la prima a mostrare il seno nudo nella storia del cinema italiano fu Vittoria Carpi nel film La corona di ferro, di Alessandro Blasetti (1941).

#### Diva del regime

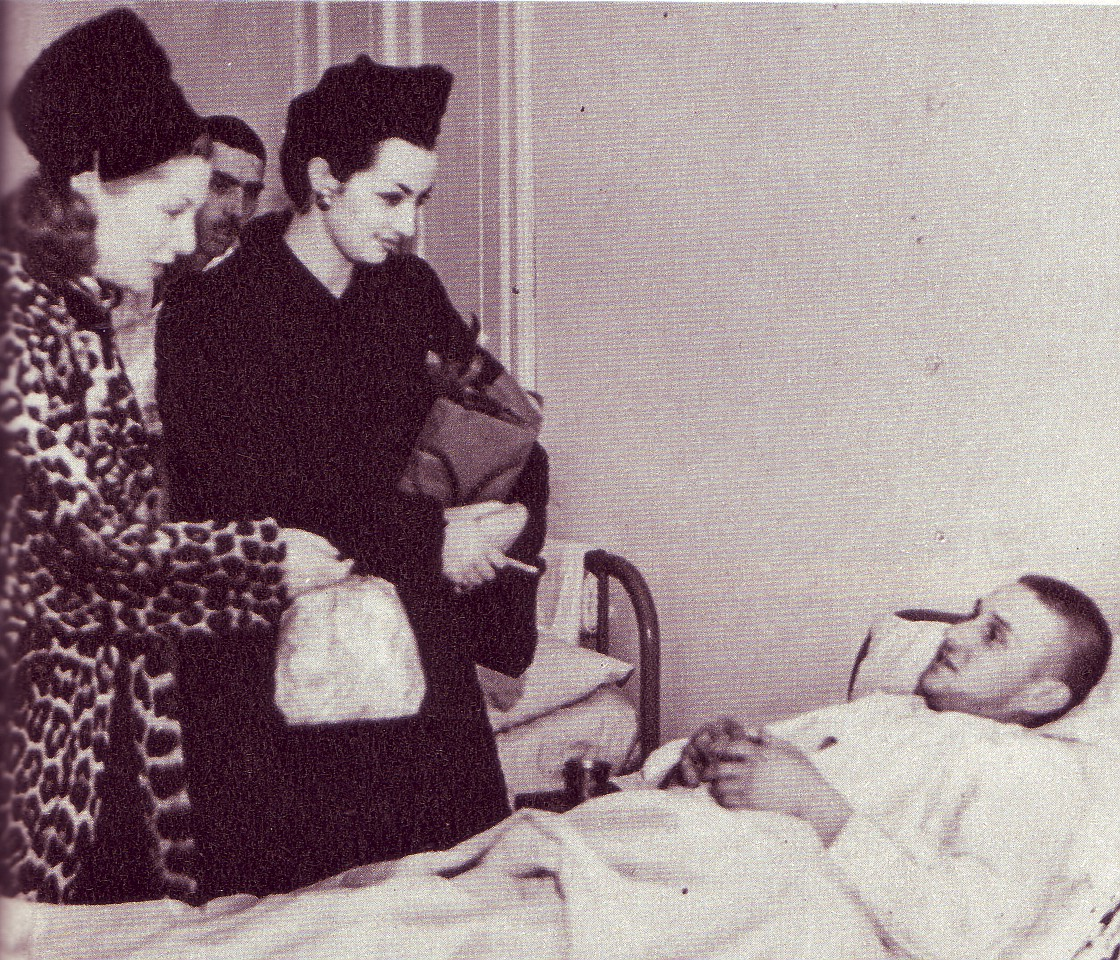
Doris Duranti ed Elsa De Giorgi in visita ad un soldato ferito (1941)

Divenuta l'attrice più ammirata e pagata durante il regime fascista, nel 1940 la Duranti conobbe il gerarca toscano Alessandro Pavolini, ministro della cultura popolare, al quale si legò sentimentalmente. La relazione fu prima osteggiata, ma poi tollerata da Mussolini, che pare fosse rimasto colpito positivamente dalla Duranti nel film Il re si diverte (1941). Alla caduta del regime fascista l'attrice seguì Pavolini al nord, stabilendosi prima a Venezia, dove la Repubblica Sociale Italiana intendeva ricostruire l'industria cinematografica nel cosiddetto Cinevillaggio, poi sul lago di Como, girando alcuni film.
Amica di Galeazzo Ciano, livornese come lei, assistette impotente alla sua tragica fine avvenuta anche per mano del suo compagno Pavolini. Straziata da questi dolori interni che la toccavano nel privato, cercò di tutelare i propri familiari a Roma, in Sabina e a Livorno, ma non riuscì ad evitare l'occupazione nazista delle case in cui risiedevano, con la drammatica conseguenza del loro sfollamento, esponendoli a grandi rischi con conseguenze spesso fatali.
In seguito alla rovina della Repubblica Sociale Italiana, Pavolini, che di lì a poco sarebbe stato preso prigioniero ed ucciso, procurò alla Duranti un passaggio per la Svizzera: aiutata da suo cugino Lorenzo l'attrice si trasferì a Lugano, dove tuttavia fu incarcerata dagli svizzeri. Emilio de Rossignoli, dedicando una scheda alla storia d'amore tra il tra il potente ministro della Cultura popolare e Doris Duranti nella Livorno di Calafuria, documenta che grazie allo stesso Pavolini a lei era stato procurato «un passaporto falso col nome di Dora Pratesi». Durante la detenzione, tentò il suicidio tagliandosi le vene. Nel 1945 sposò con il solo rito religioso il proprietario di un cinematografo di Chiasso. Si trasferì poi in Sudamerica, dove visse per diversi anni.

#### Gli ultimi anni
Tornata in Italia nei primi anni '50, riprese a girare film, incontrò Mario Ferretti, famoso giornalista e radiocronista. I due s'innamorarono e decisero di trasferirsi a Santo Domingo, nella Repubblica Dominicana, dove aprirono un ristorante. Anche dopo la separazione da Ferretti, la Duranti restò nella capitale dominicana. La sua ultima apparizione sul grande schermo risale al 1976 nel film Divina creatura, diretto da Giuseppe Patroni Griffi ed interpretato accanto a Laura Antonelli. L'attrice morì nel 1995, all'età di 78 anni, a Santo Domingo. Venne sepolta nel cimitero della Repubblica Dominicana.

#### Media
La Duranti pubblicò nel 1987 un libro di memorie, Il romanzo della mia vita. Questa autobiografia è diventata poi una fiction televisiva, trasmessa da Raiuno nel 1991 con il titolo Doris una diva del regime, con la regia di Alfredo Giannetti e con Elide Melli nel ruolo della protagonista.

## Filmografia

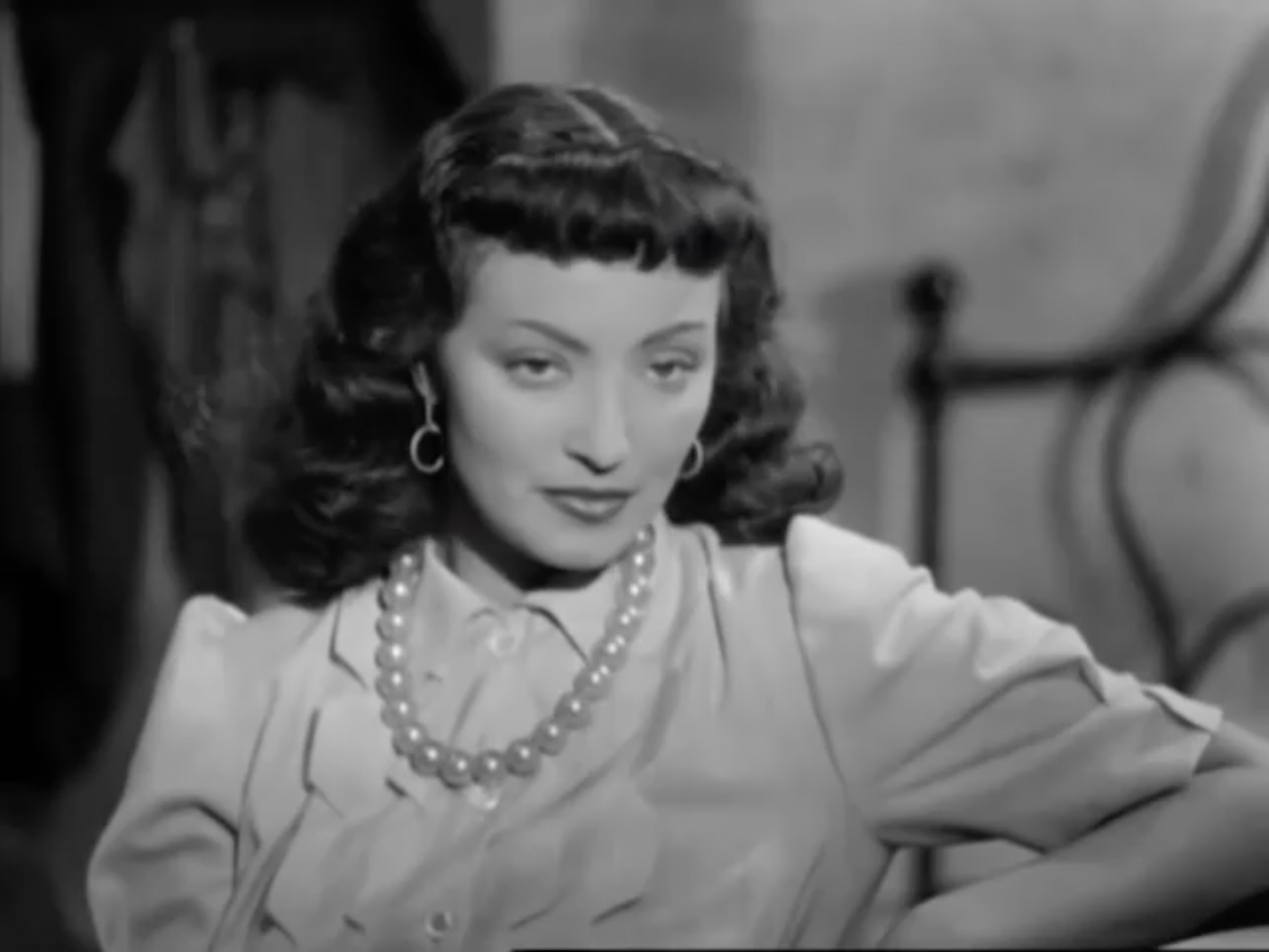
Doris Duranti in È sbarcato un marinaio (1940)

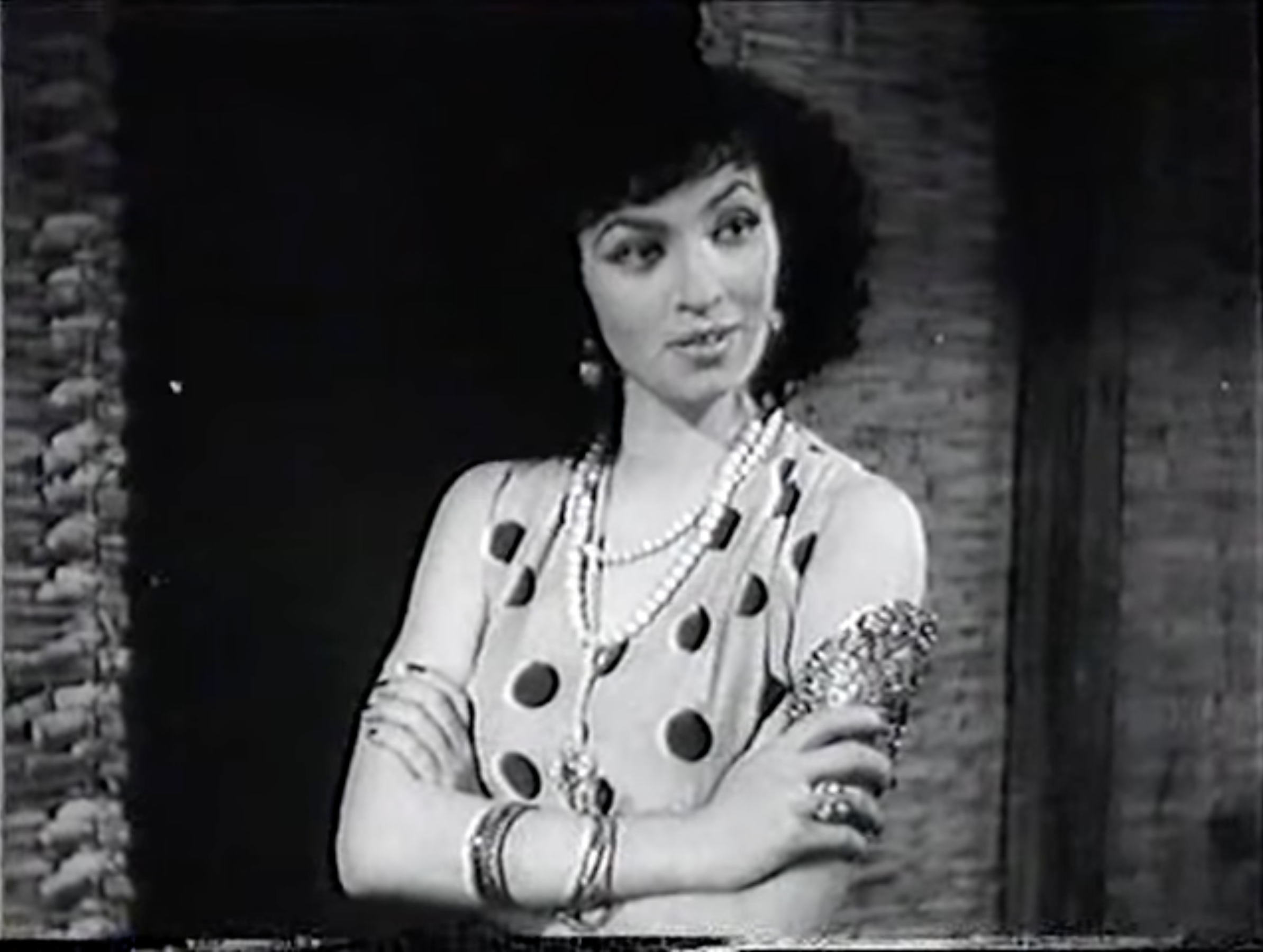
Doris Duranti in Giarabub (1942)

- Il serpente a sonagli, regia di Raffaello Matarazzo (1935)
- Freccia d'oro, regia di Piero Ballerini e Corrado D'Errico (1935)
- Aldebaran, regia di Alessandro Blasetti (1935)
- Lo squadrone bianco, regia di Augusto Genina (1936)
- Ginevra degli Almieri, regia di Guido Brignone (1936)
- Amazzoni bianche, regia di Gennaro Righelli (1936)
- La gondola delle chimere di Augusto Genina (1936)
- Vivere! di Guido Brignone (1937)
- Sentinelle di bronzo, regia di Romolo Marcellini (1937)
- Sotto la croce del sud, regia di Guido Brignone (1938)
- Diamanti, regia di Corrado D'Errico (1939)
- Cavalleria rusticana, regia di Amleto Palermi (1939)
- Ricchezza senza domani, regia di Ferdinando Maria Poggioli (1940)
- È sbarcato un marinaio, regia di Piero Ballerini (1940)
- Il cavaliere di Kruja, regia di Carlo Campogalliani (1940)
- La figlia del Corsaro Verde, regia di Enrico Guazzoni (1941)
- Il re si diverte, regia di Mario Bonnard (1941)
- Capitan Tempesta, regia di Corrado D'Errico (1942)
- Tragica notte, regia di Mario Soldati (1942)
- Il leone di Damasco, regia di Corrado D'Errico e Enrico Guazzoni (1942)
- Giarabub, regia di Goffredo Alessandrini (1942)
- La contessa Castiglione, regia di Flavio Calzavara (1942)
- Carmela, regia di Flavio Calzavara (1942)
- Calafuria, regia di Flavio Calzavara (1943)
- Rosalba, regia di Max Calandri e Ferruccio Cerio (1944)
- Resurrezione, regia di Flavio Calzavara (1944)
- Nessuno torna indietro, regia di Alessandro Blasetti (1945)
- Il voto, regia di Mario Bonnard (1950)
- I falsari, regia di Franco Rossi (1951)
- Estrela da Manhã, regia di Jonald (1950)
- Clandestino a Trieste, regia di Guido Salvini (1951)
- Tragico ritorno, regia di Pier Luigi Faraldo (1952)
- La storia del fornaretto di Venezia, regia di Giacinto Solito (1952)
- La muta di Portici, regia di Giorgio Ansoldi (1952)
- Pentimento, regia di Enzo Di Gianni (1952)
- Papà ti ricordo, regia di Mario Volpe (1952)
- A fil di spada, regia di Carlo Ludovico Bragaglia (1952)
- L'ora della verità (La Minute de vérité), regia di Jean Delannoy (1952)
- Il bacio dell'aurora, regia di Gianfranco Parolini (1953)
- François il contrabbandiere, regia di Gianfranco Parolini (1954)
- Flight 971, regia di Rafael J. Salvia (1954)
- Divina creatura, regia di Giuseppe Patroni Griffi (1975)

## Doppiatrici
Come molte attrici del suo periodo, anche Doris Duranti venne molto spesso doppiata. Le attrici che le prestarono la voce furono:
- Tina Lattanzi in Sotto la croce del sud, A fil di spada, L'ora della verità
- Lydia Simoneschi in Tragico ritorno, Il voto, La muta di Portici
- Cesarina Gheraldi in I falsari